# Alfaroa
Alfaroa Standl.1927 é um género botânico pertencente à família Juglandaceae.

## Principais espécies
- Alfaroa costaricensis Standl., 1927
- Alfaroa guanacastensis D.E.Stone, 1977
- Alfaroa manningii J.León, 1953
- Alfaroa mexicana D.E.Stone, 1968
- Alfaroa williamsii A.R.Molina, 1968
- Lista completa